# Cyclosa vicente
Cyclosa vicente là một loài nhện trong họ Araneidae.
Loài này thuộc chi Cyclosa. Cyclosa vicente được Herbert Walter Levi miêu tả năm 1999.